# Guzmania acutispica
Guzmania acutispica är en gräsväxtart som beskrevs av Elvira Angela Gross. Guzmania acutispica ingår i släktet Guzmania och familjen Bromeliaceae. Inga underarter finns listade i Catalogue of Life.